# Українські земляцтва в Москві
Українські земляцтва в Москві

## Рада українських земляцтв
- Почесний голова — Челомбитько Микола Іванович
- Голова Ради — Соловйов Вадим Володимирович
- Відповідальний секретар — Гапонова Ганна Володимирівна

## Регіональна громадська організація Дніпропетровське земляцтво «Дніпряни»
- Голова — Гіренко Андрій Миколайович
- співголова — Славік Валерій Володимирович

## Регіональна громадська організація «Земляцтво донбасівців»
- Президент — Луньов Микола Стефанович
- перші заступники: Волков Олександр Олександрович, Краснянський Леонід Наумович, Тарасенко Вадим Євгенович, Луньов Володимир Георгійович

## Регіональна громадська організація «Житомирське земляцтво» в Москві і Московській області (відділення земляцтва «Житомирян» м. Києва)
- Керівник — Дем'янчук Віктор Борисович
- заступник — Селіванова Людмила Миколаївна

## Запорізьке земляцтво
- Заступники голови: Буховець Микола Олександрович, Леонтієвський Станіслав Германович

## Земляцтво західних областей України
- Керівник — Балтутіна Надія Євстафіївна

## Регіональна громадська організація «Земляцтво Киян»
- Голова правління — Іщенко Іван Сергійович
- заступник — Дінєєва Ірина Михайлівна

## Кіровоградське земляцтво «Єлисаветград»
- Президент — Горбатко Віктор Васильович
- віце-президент — Петраков Віктор Васильович
- віце-президент — Чуканов Владислав Антонович

## Кримське земляцтво
- Керівник — Хронопуло Михайло Миколайович
- заступники — Савицький Валентин Єфремович, Суворова Галина Іванівна

## Луганське земляцтво «Московська асоціація» "Лугань"
- Почесний президент — Ляхов Володимир Опанасович
- президент — Королівський Костянтин Юрійович
- голова виконкому — Гапонова Ганна Володимирівна

## Некомерційне партнерство «земляцтво Полтавчан»
- Почесний президент — Попович Павло Романович
- президент — Бебко Василь Степанович
- голова правління — Ківва Наталія Іванівна

## Регіональна громадська організація «Миколаївське земляцтво у Москві»
- Голова — Христенко Володимир Миколайович
- заступники — Короткова Олена Георгіївна, Лозовський Олександр Володимирович
- адміністратор сайту земляцтва (http://nikolaev-moscow.at.ua/) — Панін Олександр Сергійович
- Члени Правління земляцтва [Архівовано 7 січня 2012 у Wayback Machine.]

## Регіональна громадська організація «Севастопольське земляцтво»
- Голова — Кириленко Іван Іванович
- заступник — Лисенко Владислав Петрович

## Регіональна громадська організація «Сумське земляцтво»
- Голова — Борисов Микола Іванович
- заступник голови — Ігнатовська Дарія Леонідівна

## Херсонське земляцтво «Таврія»
- Почесний президент — Гореліков Микола Єгорович
- Голова земляцтва — Дзюндзя Микола Семенович

## Регіональна громадська організація вихідців з Хмельницької області
- Президент — Тимошишін Михайло Лукич
- голова правління — Косарик Валентин Кузьмович

## Чернігівське земляцтво
- Співголови: Мироненко Віктор Іванович, Яроцький Федір Григорович